# Heinrich Weingartner
Heinrich Weingartner (* 13. Dezember 1939 in Wien; † 27. April 2025 in Wien) war ein österreichischer Karambolagespieler und ehemaliger Präsident des österreichischen Billardverbandes BSVÖ. Er betätigte sich auch als Archivar und war bis zum Jahreswechsel 2019/20 auch als Verleger, Autor und Herausgeber der Fachzeitschrift „billard“. Daneben betrieb er ein Billardmuseum und eine Billardschule. Er war Gründungsmitglied und Ehrenobmann der Wiener Billard Assoziation (WBA), einer der größten Karambolvereine Europas.

## Leben
Seine Eltern Heinrich und Rosa arbeiteten im Wiener Café Niebauer in Wien-Leopoldstadt, wo sich auch ihr Sohn oft aufhielt. Es war üblich, dass in solchen Kaffeehäusern Billardtische standen. Sie entsprachen nicht den offiziellen Größen, sondern waren etwas kleiner (Spielfläche 95 × 190 cm). Von den Erwachsenen kaum wahrgenommen, wandte sich Heinrich schon als Bub, um 1950, dem Billardspiel zu. Er machte im Kaffeehaus oft seine Schulaufgaben und suchte sich immer einen Tisch direkt vor den Billards. So konnte er die, aus seiner Sicht, guten Spieler beobachten.
Im Alter von 14 Jahren nahm ihn sein Vater regelmäßig in verschiedene Billardkaffeehäuser mit. Beide befanden das vorgefundene Spielmaterial für meist schlecht und ungepflegt. Sie traten deshalb am 1. Mai 1954 dem Billardclub Wiedner Billardfreunde im Café Kolschitzky bei. Josef Pipal, ein damals recht bekannter Berufsspieler und Trainer des Clubs, erkannte das Talent des jungen Heinrich und trainierte ihn kostenlos. 1956 folgte der Wechsel zum renommierten Billard Sportklub Union (BSK Union) in Wien-Neubau. Mit der Mannschaft des BSK wurde Weingartner am 20. Juni 1965 Europacupsieger.
Insgesamt errang Weingartner 15 österreichische Einzel-Staatsmeistertitel und ist seit 1960 in verschiedenen Funktionen beim BSVÖ tätig. Im Laufe seines Lebens gründete er nicht weniger als 20 Billardclubs, den ersten 1957 im Alter von 17 Jahren. Nahe dem Westbahnhof betreibt er noch immer ein typisches Wiener Billardcafé.
Seine kaufmännische Ausbildung half ihm, im Alter von 24 Jahren einen Handel für Billard- und Erwachsenenspiele aufzuziehen. Das war 1964, und es war damals landesweit der einzige seiner Art. Oft mehrmals pro Jahr reiste er, zunächst als Teilnehmer, mit zunehmendem Alter dann als Zuschauer, zu internationalen Veranstaltungen. Er ist verheiratet mit Maria und ihr gemeinsamer Sohn trägt ebenfalls den Namen Heinrich (* 1970). Alle arbeiten im Familienunternehmen.

## Unternehmensgründungen

Logo der Fachzeitschrift „billard“

Am 9. Dezember 1964 eröffnete Weingartner einen Fachhandel für Billardsport. 1969 gründete er sein eigenes Billardcafé und 1978 eine eigene Billardtischmanufaktur. In seiner Billardschule wird Unterricht im Billardspiel erteilt.

### Fachzeitschrift „billard“
1966 folgte die Gründung eines eigenen Verlages. Dort verlegte er von 1988 bis 2019 als Herausgeber die Fachzeitschrift „billard“. Sie erschien i. A. zehn Mal pro Jahr. Im Dezember 2019 erschien die 320. und letzte Ausgabe. 1990 fusionierte die Verbandszeitung „Carambol“ des BSVÖ mit „billard“ und war ab dann offizielles Organ des BSVÖ.

### Billardmuseum
Gegründet wurde das Museum 1992 in Wien. Es ist das wahrscheinlich größte seiner Art weltweit, nur die private Norman Clare Collection in Thurston, Liverpool ist damit vergleichbar. Dort konzentriert man sich jedoch auf Snooker und English Billiards.
Die Sammlung umfasst 11 antike Billardtische, mehr als 7.000 Einzelstücke, 100.000 Fotos von Spielern, 2.000 Poster und 850 Bücher, wobei das älteste Buch 1654 erschienen ist.
Dem Museum ist ein Archiv über Billardgeschichte angegliedert, das er zusammen mit dem deutschen Archivar Dieter Haase betreibt. Haase stellte 2001 die weltweit umfangreichste Bibliografie zum Billardsport zusammen. Bei Bibliotheken, Archiven und Sammlern gilt sie als unverzichtbares Referenzwerk. Die zweite Auflage befindet sich in Vorbereitung.

## Ämter und Ehrungen
Im Jahr 2005 war Heinrich Weingartner Präsident des österreichischen Billardverbandes BSVÖ. 2011 war er Vizepräsident des Verbandes.
Weingartner war bis 2017 Auslandssekretär und bis 2013 Pressereferent des BSVÖ, dessen Ehrenmitglied er ebenfalls ist.

## Veröffentlichungen
- Billard. Das Buch zum Spiel. Co-Autor: Michael Fluhme,  Wien 1989, Privatdruck, 371 Seiten, Hardcover, ISBN 978-3-95003240-6.
- Gewinnen beim Carambol-Billard. Rau, Düsseldorf 2000, broschiert, 107 Seiten, ISBN 978-3-79190455-9.
- 80 Jahre Billard Sportverband Österreich: 1931–2011. Gebundene Ausgabe, 96 Seiten, OCLC 760133467.
- Enzyklopädie des Billardsports: Die Welt-, Europa-, Deutschen und Österreichischen Meisterschaften im Carambolbillard von 1903 bis 2008. Co-Autor: Dieter Haase, Wien 2009, 3 Bände, 1855 Seiten, ISBN 978-3-200-01489-3.
- billard. Wien, 1966–2019, Eigenverlag, ZDB-ID 1087098-2, erschien zehn Mal jährlich.
- Heinrich Weingartner: Billard: Carambol, Pool, Snooker, Kegelbillard. Perlen-Reihe, Wien/München/Zürich 1994, ISBN 978-3-85223-256-0, S. 95.

## Erfolge
- Fünfkampf-Europameisterschaften für Nationalmannschaften:  1977, 1985
- Österreichischer Staatsmeister (Freie Partie):   1963–1966, 1968, 1971, 1974, 1977–79
- Österreichischer Staatsmeister (Cadre 71/2):  1964
- Österreichischer Staatsmeister (Cadre 45/1 bzw. 47/1):  1963, 1966
- Österreichischer Staatsmeister (Einband):   1974
- Österreichischer Staatsmeister (Billard Artistik):  1981
- Coupe d’Europe (Mannschaft):  1965
- Weltrekord in der Freien Partie: 500 Punkte in 1 Aufnahme